# 1501
1501 (MDI) var ett normalår som började en fredag i den julianska kalendern.

## Händelser

### Januari
- 1 januari – Ett antal svenska rådsherrar träffas för att "skydda Sverige mot kungens övervåld", vilket i klartext betyder att de tänker avsätta den danske unionskungen Hans som svensk kung. Sten Sture den äldre, Svante Nilsson (Sture), och Hemming Gadh är tre av de mest kända personerna på mötet. Hans anländer till Sverige i början av månaden och möts av de fyra riddarna Arvid Trolle, Erik Eriksson (Gyllenstierna), Thure Jönsson samt Nils Classon (Sparre), vilka ledsagar honom genom Småland upp till Jönköping. Kungens ankomst har i grunden två orsaker, dels att lugna ner klagomålen efter fälttåget mot Ditmarsken, dels att reda ut klagomålen mot fogden på Örebro hus Jöns Falster.
- 25 januari – Kung Hans anländer till Vadstena för att inleda mötet med de svenska stormännen.[1]
- 30 januari – Mötet i Vadstena hålls, men man känner inte till mycket om hur det går till eller vad resultatet blir.[1]

### Mars
- 14 mars – En dom mot Sten Sture faller och han tvingas att återbetala en viss pengasumma som gått förlorad i det ryska kriget till en grupp adelsmän, då klagomålen på denna förlust riktas mot honom.
- 24 mars – Kung Hans får underrättelser om Sten Christensson, vilken i Uppland ska ha slagit ihjäl hans fogde samt bränt ner en av kronans gårdar. Kungen avbryter då genast sin påbörjade resa från Enköping till Danmark och beger sig mot Stockholm.[2]

### Augusti
- 1 augusti – Missnöjda svenska stormän gör uppror mot kung Hans och driver honom ur landet, med motiveringen att han har brutit mot Kalmar recess. Detta är första steget i Avsättningskriget mot kung Hans.
- 10 augusti – En belägring av Örebro hus inleds i avsikt att avsätta den danske slottsfogden Jöns Falster.

### Oktober
- 10 oktober – Stockholm, som belägras av Sten Stures män, sätts medvetet i brand av kung Hans anhängare. Detta blir anledningen till att stadens portar slutligen öppnas för Sten Stures män och ett släckningsarbete kan påbörjas. Staden hamnar därmed i Sten Stures händer med undantag av slottet, vilket fortfarande hålls av drottning Kristina.[3]
- 30 oktober – Cesare Borgia genomför den så kallade Kastanjebanketten i sin far Alexander VI:s påvliga palats.

### November
- 11 november – Västerås slott överlämnas åt Sten Sture mot ett löfte att invånarna får lämna staden fritt med alla sina ägodelar.[4]
- 12 november – Sten Sture den äldre väljs till Sveriges riksföreståndare för andra gången.

### December
- 2 december – Spanska kronan erhåller Gibraltar.[5]

### Okänt datum
- Hemming Gadh blir biskop i Linköping.
- Persern Ismail I besegrar shah Awand i slaget vid Shurur och en infödd dynasti – Safaviderna – regerar för första gången på flera hundra år Persien.
- Portugal börjar hämta slavar från Afrikas västkust och föra dem med båt över till Västindien.
- Michelangelo målar Pietà i Peterskyrkan.

## Födda
- 17 januari – Leonhart Fuchs, tysk läkare och botanist.
- 6 maj – Marcellus II, född Marcello Cervini degli Spannochi, påve 9 april–1 maj 1555.
- 18 juli – Elisabet av Österrike, drottning av Danmark och Norge 1515–1523 och av Sverige 1520–1521, gift med Kristian II.
- 24 september – Girolamo Cardano, italiensk uppfinnare och matematiker.
- 14 november – Anna av Oldenburg, grevinna av Ostfriesland
- 2 december – Munjeong, koreansk drottning och regent.
- Anne Boleyn, drottning av England 1533–1536 (gift med Henrik VIII) (född detta år eller 1507)

## Avlidna
- 5 april – Kort Rogge, svensk biskop i Strängnäs 1479-1501.
- 17 juni – Johan I Albrekt, kung av Polen 1492-1501.
- Meo del Caprino, italiensk arkitekt och skulptör.
- Solveig Guðmundsdóttir, isländsk arvtagare.

### Fotnoter
1. 1 2  ”525 (Berättelser ur svenska historien / Andra bandet. Medeltiden. II. Kalmare-unionen)”. runeberg.org. https://runeberg.org/sverhist/2/0527.html. Läst 21 juni 2018.
2. ↑  ”526 (Berättelser ur svenska historien / Andra bandet. Medeltiden. II. Kalmare-unionen)”. runeberg.org. https://runeberg.org/sverhist/2/0528.html. Läst 21 juni 2018.
3. ↑  ”535 (Berättelser ur svenska historien / Andra bandet. Medeltiden. II. Kalmare-unionen)”. runeberg.org. https://runeberg.org/sverhist/2/0537.html. Läst 7 juli 2018.
4. ↑  ”535 (Berättelser ur svenska historien / Andra bandet. Medeltiden. II. Kalmare-unionen)”. runeberg.org. https://runeberg.org/sverhist/2/0537.html. Läst 8 juli 2018.
5. ↑  World Statesmen (läst 5 april 2011)